# يان شبان
يان شبان (بالسلوفينية: Jan Špan)‏ مواليد 20 نوفمبر 1992 في ليوبليانا، هو لاعب كرة سلة سلوفيني. بدأ مسيرته الاحترافية في سنة 2007. يلعب مع زلاتوروج لاشكو في الدوري السلوفيني لكرة السلة كلاعب هجوم خلفي.

## المسيرة الاحترافية
لعب مع نادي أوليمبيا لكرة السلة في موسم 2010–2011، ثم لعب مع نادي سلوفان لكرة السلة في موسم 2012–2013، ثم لعب مع راكفيره تارفاس في سنة 2015، ثم لعب مع زلاتوروج لاشكو في سنة 2016.

## روابط خارجية
- يان شبان على موقع الاتحاد الدولي لكرة السلة (الإنجليزية)
- يان شبان على موقع الدوري الأوروبي لكرة السلة (الإنجليزية)
- يان شبان على موقع كرة السلة الأوروبية.كوم (الإنجليزية)
- يان شبان على موقع ريلجم (الإنجليزية)
- يان شبان على موقع بروبوليرز (الإنجليزية)
- يان شبان على موقع سبورتس رفرنس (الإنجليزية)